# Olympiakwartier
Het Olympiakwartier is een wijk in de Nederlandse stad Almere. De wijk is gelegen in het stadsdeel Almere Poort. Op 1 januari 2023 telde de wijk 1.340 inwoners, verdeeld over 486 woningen, op een oppervlakte van 0,36 km².
Olympiakwartier West is reeds voltooid, en anno 2020 is ook de aanleg van Olympiakwartier Oost gestart. De beide buurten worden gescheiden door de spoorlijn Weesp - Lelystad. Het station Almere Poort ligt in het Olympiakwartier. De naamgeving van de straten is geïnspireerd door de Olympische Spelen (sporters, oprichters, mediailles etc.). In Olympiakwartier Oost ligt het Topsportcentrum Almere. 